# Álvaro Arbeloa
Álvaro Arbeloa Coca (Salamanca, 17 de enero de 1983) es un exfutbolista y entrenador español que jugaba como defensa y desarrolló su carrera profesional como futbolista entre España e Inglaterra. Actualmente dirige al Real Madrid Castilla C. F. de la Primera Federación.
Pese a que su consagración futbolística en la élite se produjo en su etapa en Inglaterra, sus éxitos deportivos llegaron en su segunda etapa en el Real Madrid Club de Fútbol, con el que conquistó todos los títulos vigentes posibles a nivel de clubes a los que puede optar jugando en España.
Fue internacional absoluto con la selección española, en la que formó parte del histórico triplete de selecciones al encadenar de manera consecutiva los títulos de Eurocopa-Mundial-Eurocopa, hazaña nunca conseguida antes por ninguna selección europea, y por la que fue galardonado con la Medalla de Oro de la Real Orden del Mérito Deportivo, máxima distinción individual del deporte otorgada en España.
Se quedó a falta de un título de lograr también todos los títulos posibles a nivel de selecciones, al no conseguir vencer la Copa FIFA Confederaciones, en la que obtuvo un subcampeonato y un tercer puesto como mejores resultados en las dos ocasiones en las que participó.

## Trayectoria

### Inicios y etapa de formación
Nacido en Salamanca por motivos de trabajo de su padre, cuando tenía cuatro años su familia se trasladó a Zaragoza, donde creció y dio sus primeros pasos en el mundo del fútbol. Concretamente, comenzó a jugar en el Colegio de El Salvador, desde donde pasó a formar parte de las categorías inferiores del Real Zaragoza hasta que el Real Madrid Club de Fútbol decidió ficharle para sus juveniles en la campaña 2001-02.
Pronto sus cualidades le llevaron a ascender en las categorías inferiores del club madridista, hasta llegar a formar parte de su segundo equipo filial, el Real Madrid Club de Fútbol "C", antes de recalar en el Real Madrid Club de Fútbol "B", el primer filial.

### Debut profesional y salto a Inglaterra
En él, se erigió como uno de los líderes del equipo por su carácter dentro y fuera del vestuario llegando a ser nombrado como capitán del equipo. Su rol en el campo era el de defensa central —no se reconvertiría en defensor lateral hasta años después—, formando una de los mejores plantillas del filial con a la postre reconocidos jugadores como Esteban Granero, Rubén de la Red, Roberto Soldado, Álvaro Negredo o Juan Mata, y con los que consiguió ascender a la Segunda División en la temporada 2004-05 después de catorce años sin que el equipo jugase en la categoría de plata del fútbol español. Por tal hazaña el club renombró desde entonces al filial con su histórico nombre de Real Madrid Castilla Club de Fútbol.
Sus actuaciones le llevaron a debutar con el primer equipo, en la Primera División, el 17 de octubre de 2004 en un partido de Liga frente al Real Betis Balompié en sustitución de Álvaro Mejía, y llegando a ser titular en un derbi madrileño frente al Club Atlético de Madrid esa misma temporada.
Dos años después y, tras realizar la pretemporada con el primer equipo madridista —en el que no contaba con demasiadas oportunidades para su progresión—, se produjo su traspaso al Real Club Deportivo de La Coruña por 1,3 millones de euros pasando a ser a todos los efectos jugador de Primera División, declarando ser una gran oportunidad para su carrera:

"Me decidí por el Deportivo, porque es uno de los grandes de España y sobre todo por su entrenador (Joaquín Caparrós). Era una de las opciones que para mí era ideal. Se ha presentado la oportunidad y no la he querido dejar escapar... Nunca es agradable salir del Real Madrid, pero visto como estaba el panorama era necesario. Estoy muy contento por fichar por el Deportivo."
Álvaro Arbeloa. 24 de julio de 2006. Madrid.

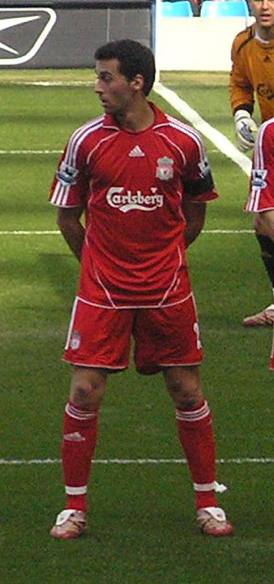
Arbeloa jugando en el Liverpool.

Dentro de las condiciones del traspaso, se acordó que el club blanco se reservase una opción del 50% de la plusvalía en el caso de que los gallegos vendiera a Arbeloa durante un período comprendido entre las siguientes tres temporadas. De esta forma el jugador se marchaba tras cinco años formándose en la Ciudad Deportiva y dos años de pretemporada con el primer equipo. En La Coruña coincidió con su excompañero en el filial blanco Iván Sánchez-Rico Riki.
Sus buenas actuaciones en apenas unos meses propiciaron su salida del club blanquiazul sin haber llegado a completar siquiera una temporada completa rumbo a Inglaterra, lugar de origen del fútbol.
El Liverpool Football Club, dirigido por el español Rafa Benítez, se interesó por sus servicios en el mercado invernal. En tan sólo seis meses el precio del jugador se había multiplicado pasando a costar a los «reds» cerca de 4 millones de euros.
En su presentación, Arbeloa manifestó la importancia de su fichaje para su carrera tras recalar en la Premier League —considerada en la época como la liga doméstica más competitiva y reconocida junto con la española— y en el club de Merseyside como una oportunidad única. Los ingleses reconvirtieron su posición de central a la de lateral —y que ya no abandonó durante su carrera—, haciéndose indiscutible en el «Spanish Liverpool» de la época.
En su primera temporada en Inglaterra —de la cual solo disputó el segundo semestre por la razón de haber sido fichado en el mercado invernal—, sus actuaciones fueron discretas, debido principalmente a las diferencias notables entre un fútbol principalmente más dinámico como es el inglés en comparación con el español.
Debutó el 10 de febrero de 2007 en la derrota por 2-1 ante el Newcastle United Football Club reemplazando a Jermaine Pennant, siendo el primero de los nueve partidos en la competición liguera que disputó hasta final de temporada. Pese a ello siguió con su crecimiento y llegó esa misma temporada a debutar en competición europea, más concretamente en la Liga de Campeones de la UEFA, siendo alineado como lateral izquierdo en un partido contra el vigente campeón de la competición, el Fútbol Club Barcelona, y con el cometido de frenar al argentino Lionel Messi. Los «Reds» acabaron venciendo por 1-2 en el Camp Nou con un gran partido del jugador salmantino.
En las dos siguientes campañas, se hizo fuerte en el lateral izquierdo, y que llegó a alternar con el derecho, más propicio a sus características, aunque en la temporada 2008-09 su nivel deportivo fue perdiendo consistencia para el fútbol inglés, llegando a generar algunas dudas al final de aquel curso, iniciándose los contactos para su regreso a España.

### Madurez deportiva en el Real Madrid C. F.

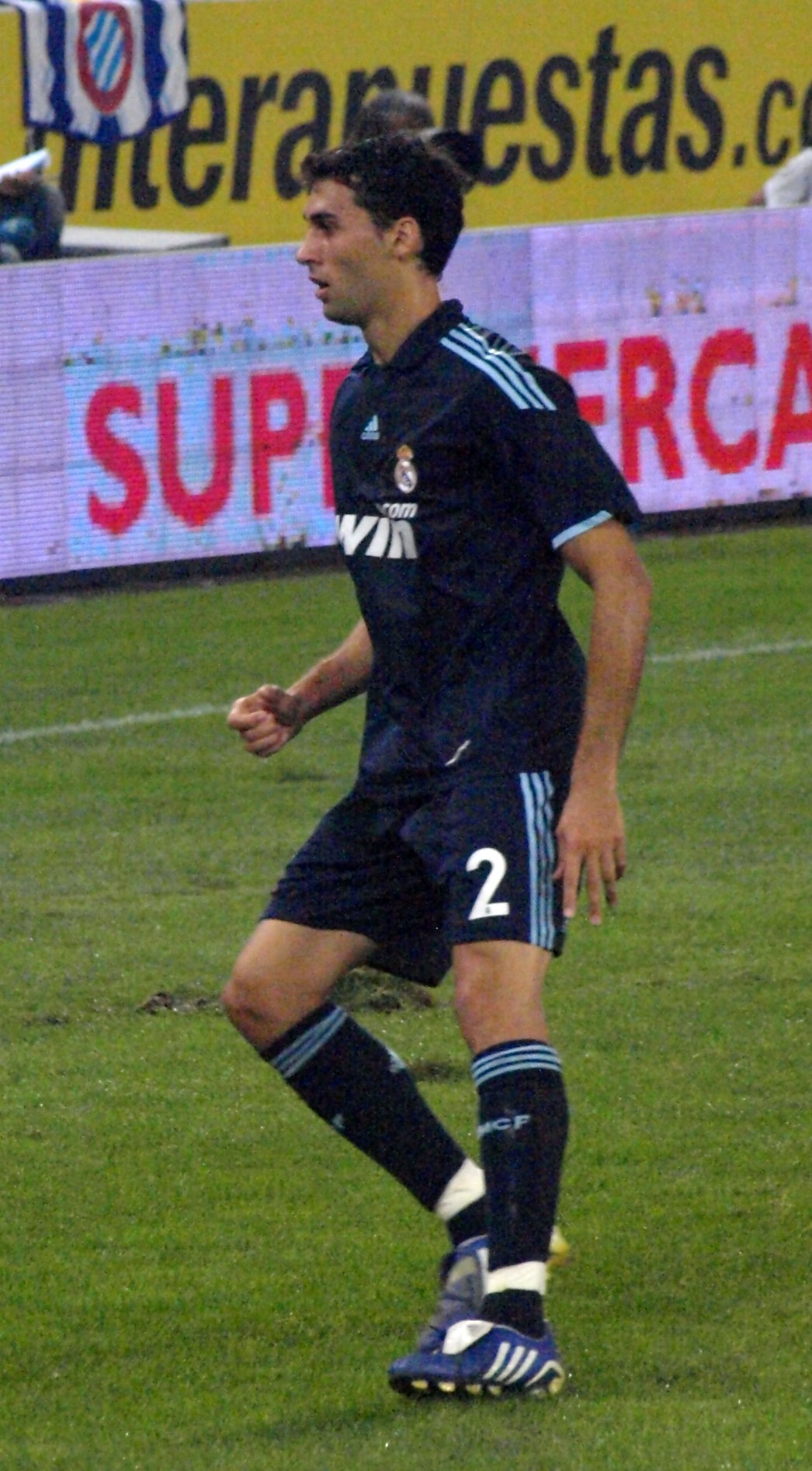
Arbeloa en un partido liguero con el Real Madrid en 2009.

El 29 de julio de 2009, el Real Madrid Club de Fútbol anunció la contratación de Arbeloa por un contrato de cinco temporadas. La operación en la que el jugador afrontaba una nueva etapa como jugador de primer nivel se cerró por una cantidad cercana a los cuatro millones de euros, permitiendo al salmantino volver al club en el cual se formó como profesional y del que se declaró siempre un sentido respeto y cariño, como manifestó el día de su salida:

"Nunca es agradable salir del Real Madrid, pero visto como estaba el panorama era necesario. Era muy complicado en el Real Madrid, ya que siempre tiene los mejores jugadores. Estábamos ocho centrales y había que buscarse la vida. Siempre da pena salir del Madrid. Yo he estado cinco años allí, me han tratado fenomenal y estoy muy agradecido por cómo se han portado conmigo. Me han hecho el jugador que soy. Siempre da pena."
Álvaro Arbeloa. 26 de julio de 2006. Madrid.

Del habitual lateral izquierdo que ocupaba en Anfield Road, pasó definitivamente al lateral derecho, alternando la posición con Sergio Ramos —jugador que entonces ocupaba también esa demarcación antes de reconvertirse en defensa central—. En el equipo entrenado por Manuel Pellegrini no defraudó jugando un total de 38 partidos durante toda la temporada 2009-10. Su primer gol como madridista, y tercero como profesional, lo marcó el 13 de febrero de 2010 ante el Xerez Club Deportivo.
Con José Mourinho como entrenador en la temporada 2010-11, se hizo aún más importante en el equipo ampliando su influencia a 43 partidos entre Liga, Copa y Liga de Campeones, en los que anotó un gol, su primero en competición internacional. Éste se produjo el 23 de noviembre de 2010 ante el Amsterdamsche Football Club Ajax. Esa campaña —tras vencer por 0-1 al Fútbol Club Barcelona el 20 de abril de 2011— conquistó su primer título oficial, la Copa del Rey.
En la temporada 2011-12, adquirió total responsabilidad en la zaga al adueñarse por completo del lateral derecho tras pasar Sergio Ramos al puesto central. Formó parte del considerado como «Real Madrid de los récords» que —además de conseguir otros varios registros nunca antes vistos— conquistó el título de Liga con cien inéditos puntos y 121 goles, siendo ambos el mejor registro histórico de la competición en una temporada.
El 29 de agosto de 2012, ante el F. C. Barcelona, ganó la Supercopa de España, logrando así para su palmarés particular todos los títulos posibles disputados en España.
El 16 de abril de 2014, conquistó su segunda Copa del Rey nuevamente ante el F. C. Barcelona, aunque no pudo participar en la final del torneo debido a una lesión, circunstancia que también se produjo, aunque esta vez por decisión técnica, en la final de la Liga de Campeones de la UEFA 2013-14 que terminó con una victoria por 4-1 para el equipo blanco sobre los archirrivales de la ciudad: el Club Atlético de Madrid. Con la consecución del título los madrileños lograron el tan ansiado décimo título de la competición para sus vitrinas, y que no conquistaban desde hacía doce años. Cabe mencionar que Arbeloa fue uno de los goleadores del equipo, ya que consiguió su segundo gol en un torneo internacional tras marcarle al Galatasaray Spor Kulübü en el triunfo por 4-1 del 27 de noviembre de 2013. También anotó un gol el 9 de diciembre de 2014 ante el Ludogorets Razgrad en la siguiente edición de la máxima competición continental.
El 28 de mayo de 2016, el Real Madrid gana la Liga de Campeones de la UEFA 2015-16 tras vencer en la final de nuevo al Atlético de Madrid, esta vez en la tanda de penaltis. Significó el undécimo título para el club merengue y el segundo para Arbeloa.

### Retirada deportiva
El 31 de agosto de 2016, se anunció su fichaje por el West Ham United Football Club. Sin embargo una lesión le tuvo alejado del equipo prácticamente durante toda la temporada y sólo pudo disputar cuatro partidos con el club londinense, anunciando en el verano de 2017 que se retiraba del fútbol profesional.

## Selección nacional

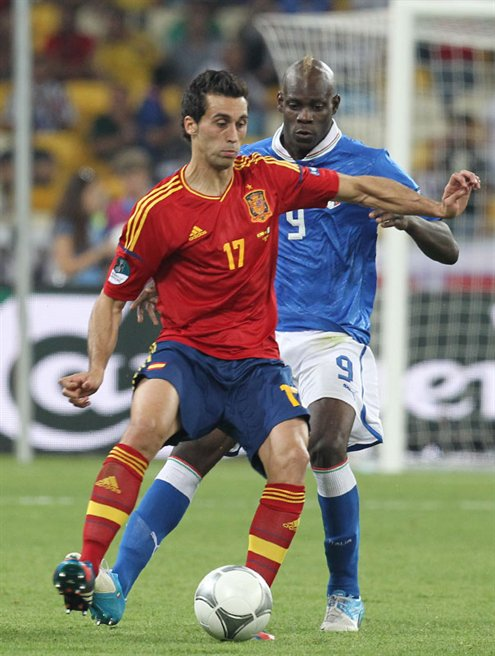
Arbeloa en la final de la Eurocopa 2012.

Su primer llamado a la selección absoluta —debido a sus buenas actuaciones en el Liverpool Football Club— ocurrió en febrero de 2008, con Luis Aragonés de seleccionador. Sin embargo no pudo entrar finalmente en la convocatoria por sufrir un desgarro muscular en el abdomen.
Su debut con «La Roja» llegaría el 26 de marzo de 2008 —ante Italia—, en un partido amistoso que ganó España por 1-0. Arbeloa saltó al césped del Estadio Martínez Valero en el minuto 74 reemplazando a Sergio Ramos.
Aragonés le convocó para la Eurocopa de 2008 en Austria y Suiza. Arbeloa solo disputó un partido en el torneo: contra Grecia en el último partido de la fase de grupos. España acabaría conquistando el título tras derrotar por 0-1 a Alemania en la final de Viena. Al año siguiente, ya con Vicente del Bosque como seleccionador, participó de la Copa FIFA Confederaciones en la que «La Roja» obtuvo el tercer puesto.
El 21 de junio de 2010, debutó en un Mundial. Lo hizo en el de Sudáfrica de 2010 ante Honduras, reemplazando a Sergio Ramos. España hizo historia en aquella cita al conquistar por primera vez un Mundial.
Dos años después, conquistó la Eurocopa de 2012 en Polonia y Ucrania consiguiendo un histórico triplete. Esta vez, Arbeloa tuvo un rol más importante al disputar todos los partidos como titular.
También ha participado con la selección de Aragón en un encuentro disputado contra Chile en 2006.
El 13 de mayo de 2014, Del Bosque desveló la lista de preseleccionados para disputar el Mundial de 2014, dejando fuera a un Arbeloa que se despediría horas más tarde del combinado nacional.

## Vida privada
También fue en Zaragoza donde celebró su boda en el verano de 2009, convirtiéndose en esposo de Carlota Ruiz.
El 26 de abril de 2010, fue padre de una niña llamada Alba y el 16 de mayo de 2013, de un niño, Raúl. Al margen de su carrera profesional en el mundo del fútbol, estudió Periodismo en la Universidad Camilo José Cela, en Villafranca del Castillo (Madrid).

## Estadísticas

### Clubes
Datos actualizados a fin de carrera deportiva. Datos de Copa Federación Centro no contabilizados.
| Club                             | Temporada     | Div.          | Liga  | Liga  | Liga   | Copas | Copas | Copas  | Internacional | Internacional | Internacional | Total | Total | Total  | Media goleadora |
| Club                             | Temporada     | Div.          | Part. | Goles | Asist. | Part. | Goles | Asist. | Part.         | Goles         | Asist.        | Part. | Goles | Asist. | Media goleadora |
| -------------------------------- | ------------- | ------------- | ----- | ----- | ------ | ----- | ----- | ------ | ------------- | ------------- | ------------- | ----- | ----- | ------ | --------------- |
| R. M. Castilla C. F. · España    | 2003-04       | 2.ª B         | 22    | –     | ?      | 6     | –     | ?      | Inaccesibles  | Inaccesibles  | Inaccesibles  | 28    | 0     | ?      | 0               |
| R. M. Castilla C. F. · España    | 2004-05       | 2.ª B         | 28    | –     | ?      | 4     | 1     | ?      | Inaccesibles  | Inaccesibles  | Inaccesibles  | 32    | 1     | ?      | 0,03            |
| R. M. Castilla C. F. · España    | 2005-06       | 2.ª           | 34    | –     | ?      | –     | –     | ?      | Inaccesibles  | Inaccesibles  | Inaccesibles  | 34    | 0     | ?      | 0               |
| R. M. Castilla C. F. · España    | Total filial  | Total filial  | 84    | 0     | ?      | 10    | 1     | ?      | 0             | 0             | 0             | 94    | 1     | ?      | 0,01            |
| R. C. D. La Coruña · España      | 2006-07       | 1.ª           | 20    | –     | –      | 1     | –     | –      | –             | –             | –             | 21    | 0     | 0      | 0               |
| R. C. D. La Coruña · España      | Total club    | Total club    | 20    | 0     | 0      | 1     | 0     | 0      | 0             | 0             | 0             | 21    | 0     | 0      | 0               |
| Liverpool F. C. Inglaterra       | 2006-07       | 1.ª           | 9     | 1     | 1      | –     | –     | –      | 5             | –             | –             | 14    | 1     | 1      | 0,07            |
| Liverpool F. C. Inglaterra       | 2007-08       | 1.ª           | 28    | –     | 2      | 4     | –     | –      | 9             | –             | –             | 41    | 0     | 2      | 0               |
| Liverpool F. C. Inglaterra       | 2008-09       | 1.ª           | 29    | 1     | 2      | 2     | –     | –      | 12            | –             | 1             | 43    | 1     | 3      | 0,02            |
| Liverpool F. C. Inglaterra       | Total club    | Total club    | 66    | 2     | 5      | 6     | 0     | 0      | 26            | 0             | 1             | 98    | 2     | 6      | 0,02            |
| Real Madrid C. F. · España       | 2004-05       | 1.ª           | 2     | –     | –      | 2     | –     | –      | –             | –             | –             | 4     | 0     | 0      | 0               |
| Real Madrid C. F. · España       | 2009-10       | 1.ª           | 30    | 2     | 2      | 2     | –     | –      | 6             | –             | –             | 38    | 2     | 2      | 0,05            |
| Real Madrid C. F. · España       | 2010-11       | 1.ª           | 26    | –     | 1      | 8     | –     | –      | 9             | 1             | –             | 43    | 1     | 1      | 0,02            |
| Real Madrid C. F. · España       | 2011-12       | 1.ª           | 26    | –     | 3      | 3     | –     | –      | 9             | –             | –             | 38    | 0     | 3      | 0               |
| Real Madrid C. F. · España       | 2012-13       | 1.ª           | 26    | –     | 2      | 8     | –     | 1      | 7             | –             | –             | 41    | 0     | 3      | 0               |
| Real Madrid C. F. · España       | 2013-14       | 1.ª           | 18    | –     | –      | 8     | –     | –      | 4             | 1             | 1             | 30    | 1     | 1      | 0,03            |
| Real Madrid C. F. · España       | 2014-15       | 1.ª           | 22    | 1     | 5      | 3     | –     | –      | 10            | 1             | –             | 35    | 2     | 5      | 0,06            |
| Real Madrid C. F. · España       | 2015-16       | 1.ª           | 6     | –     | –      | 1     | –     | –      | 2             | –             | –             | 9     | 0     | 0      | 0               |
| Real Madrid C. F. · España       | Total club    | Total club    | 156   | 3     | 13     | 35    | 0     | 1      | 47            | 3             | 1             | 238   | 6     | 15     | 0,03            |
| West Ham United F. C. Inglaterra | 2016-17       | 1.ª           | 3     | –     | –      | 1     | –     | –      | –             | –             | –             | 4     | 0     | 0      | 0               |
| West Ham United F. C. Inglaterra | Total club    | Total club    | 3     | 0     | 0      | 1     | 0     | 0      | 0             | 0             | 0             | 4     | 0     | 0      | 0               |
| Total carrera                    | Total carrera | Total carrera | 329   | 5     | 18     | 53    | 1     | 1      | 73            | 3             | 2             | 455   | 9     | 21     | 0,02            |
| 1. 2. 3.                         |               |               |       |       |        |       |       |        |               |               |               |       |       |        |                 |

### Selecciones
Actualizado a fin de carrera deportiva.
| Selección nacional | Temporada     | Europeos(1) | Europeos(1) | Europeos(1) | Mundiales(2) | Mundiales(2) | Mundiales(2) | Amistosos | Amistosos | Amistosos | Total | Total | Total  | Media goleadora |
| Selección nacional | Temporada     | Part.       | Goles       | Asist.      | Part.        | Goles        | Asist.       | Part.     | Goles     | Asist.    | Part. | Goles | Asist. | Media goleadora |
| --- | ------------- | ----------- | ----------- | ----------- | ------------ | ------------ | ------------ | --------- | --------- | --------- | ----- | ----- | ------ | --------------- |
| Sub-19 · España | 2001-02       | 4           | –           | –           | –            | –            | –            | –         | –         | –         | 4     | 0     | 0      | 0               |
| Sub-19 · España | Total sel.    | 4           | 0           | 0           | 0            | 0            | 0            | 0         | 0         | 0         | 4     | 0     | 0      | 0               |
| Sub-21 · España | 2005-06       | 1           | –           | –           | –            | –            | –            | –         | –         | –         | 1     | 0     | 0      | 0               |
| Sub-21 · España | Total sel.    | 1           | 0           | 0           | 0            | 0            | 0            | 0         | 0         | 0         | 1     | 0     | 0      | 0               |
| Absoluta · España | 2007-08       | 1           | –           | –           | –            | –            | –            | 2         | –         | –         | 3     | 0     | 0      | 0               |
| Absoluta · España | 2008-09       | –           | –           | –           | 3            | –            | –            | 3         | –         | –         | 6     | 0     | 0      | 0               |
| Absoluta · España | 2009-10       | –           | –           | –           | 2            | –            | –            | 5         | –         | –         | 7     | 0     | 0      | 0               |
| Absoluta · España | 2010-11       | 3           | –           | –           | –            | –            | –            | 6         | –         | –         | 9     | 0     | 0      | 0               |
| Absoluta · España | 2011-12       | 9           | –           | –           | –            | –            | –            | 7         | –         | –         | 16    | 0     | 0      | 0               |
| Absoluta · España | 2012-13       | –           | –           | –           | 9            | –            | –            | 2         | –         | –         | 11    | 0     | 0      | 0               |
| Absoluta · España | 2013-14       | –           | –           | –           | 1            | –            | –            | 3         | –         | –         | 4     | 0     | 0      | 0               |
| Absoluta · España | Total sel.    | 13          | 0           | 0           | 15           | 0            | 0            | 28        | 0         | 0         | 56    | 0     | 0      | 0               |
| Total carrera | Total carrera | 18          | 0           | 0           | 15           | 0            | 0            | 28        | 0         | 0         | 61    | 0     | 0      | 0               |
| (1) Incluye datos de fases de clasificación para campeonatos europeos. (2) Incluye datos de fases de clasificación para campeonatos mundiales y de FIFA Confederations Cup (2009/13). |               |             |             |             |              |              |              |           |           |           |       |       |        |                 |

#### Participaciones en fases finales
| Competición               | Categoría | Sede              | Resultado     | Partidos | Goles |
| ------------------------- | --------- | ----------------- | ------------- | -------- | ----- |
| Eurocopa 2008             | Absoluta  | Austria y Suiza   | Campeón       | 1        | 0     |
| Copa Confederaciones 2009 | Absoluta  | Sudáfrica         | Tercer puesto | 3        | 0     |
| Mundial 2010              | Absoluta  | Sudáfrica         | Campeón       | 1        | 0     |
| Eurocopa 2012             | Absoluta  | Polonia y Ucrania | Campeón       | 6        | 0     |
| Copa Confederaciones 2013 | Absoluta  | Brasil            | Subcampeón    | 4        | 0     |
| Total                     | –         | –                 | –             | 15       | 0     |

## Palmarés

### Títulos nacionales
| Título             | Club              | Año  |
| ------------------ | ----------------- | ---- |
| Copa               | Real Madrid C. F. | 2011 |
| Campeonato de Liga | Real Madrid C. F. | 2012 |
| Supercopa          | Real Madrid C. F. | 2012 |
| Copa               | Real Madrid C. F. | 2014 |

### Títulos internacionales
| Título              | Equipo            | Año  |
| ------------------- | ----------------- | ---- |
| Eurocopa            | España            | 2008 |
| Copa del Mundo      | España            | 2010 |
| Eurocopa            | España            | 2012 |
| Liga de Campeones   | Real Madrid C. F. | 2014 |
| Supercopa de Europa | Real Madrid C. F. | 2014 |
| Mundial de Clubes   | Real Madrid C. F. | 2014 |
| Liga de Campeones   | Real Madrid C. F. | 2016 |

### Galardones individuales
- El 4 de octubre de 2010, fue galardonado con la Medalla al Mérito Deportivo de Aragón.[45]
- En febrero de 2011, fue condecorado con el Trofeo Cesaraugusta que otorga el Ayuntamiento de Zaragoza.[46]
- El 5 de octubre de 2011, recibió la Medalla de Oro de la Real Orden del Mérito Deportivo junto a sus compañeros de la selección española que se proclamaron el año anterior campeones del mundo en Sudáfrica.[47]